# California State Capitol
Das California State Capitol befindet sich in Sacramento am Westende des Capitol Park. Das Gelände wird von der L Street im Norden, der N Street im Süden, der 10th Street im Westen und der 15th Street im Osten eingerahmt. Das Kapitol beherbergt die Legislative von Kalifornien und das Büro des Gouverneurs von Kalifornien.

## Außenansicht
Das Gebäude basiert entwurflich auf dem entfernten Kapitol in Washington, D.C. An der Westseite befinden sich sowohl vorspringende Ecken als auch der Portikus in der Mitte. Unterhalb des Portikus sind sieben Torbögen aus Granit, die den Portikus tragen. Acht kannelierte korinthische Säulen säumen den Portikus. Der, von einem Gesims getragene, Giebel zeigt eine Statue von Minerva und die drei Figuren, die für Bildung, Justiz und Bergbau stehen.
Über dem Flachdach mit Balustrade erhebt sich eine zweistöckige Rotunde mit einer Kuppel. Der untere Teil besteht aus einer Kolonnade aus korinthischen Säulen, der obere Teil aus korinthischen Pilastern. Dahinter befinden sich große Bogenfenster. Die Kuppel ist 6,70 m hoch und trägt eine kleinere Kuppel mit einer goldenen Kugel.

## Innenansicht

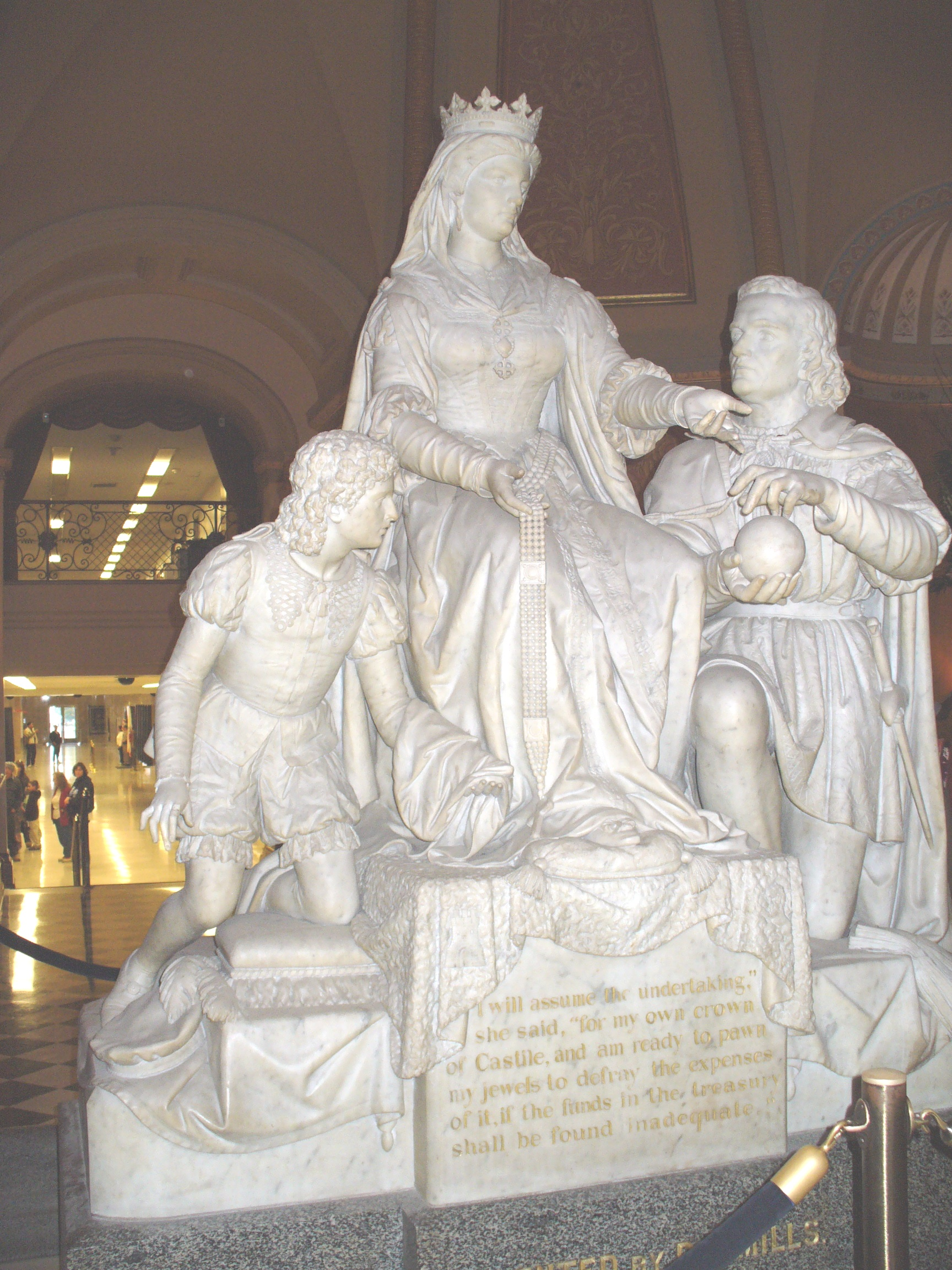
Statue von Königin Isabella I. und Columbus (Foto: Jacob Truedson Demitz)

Die 40 Mitglieder des Senats von Kalifornien tagen in einem großen Sitzungssaal. Die Verwendung der Farbe Rot ist ein Wink auf das britische House of Lords, das ebenso wie der kalifornische Senat das Oberhaus einer Zweikammersystems ist. Der rote Teppich hat ein viktorianisches Muster. Von der Kassettendecke hängt eine elektrische Reproduktion des originalen Gaskronleuchters.
Der lateinische Satz Senatoris est civitatis libertatem tueri (Es ist die Pflicht eines Senators, die Freiheit der Menschen zu schützen.) ziert das Gesims. Ein Porträt George Washingtons von Jane Stuart (der Tochter von Gilbert Stuart) blickt von der darüber liegenden Wand herunter. Über dem Gemälde befindet sich das Staatssiegel.
Vergoldete korinthische Säulen tragen die darüber liegende Galerie. Zwischen den Säulen befinden sich dunkelrote Vorhänge, die im Bedarfsfall geschlossen werden können. Im unteren Bereich des Raumes befinden sich hohe Bogenfenster, darüber sind rechteckige Fenster. Hinter dem Rednerpult befinden sich zwei Stühle mit roten Seidenkissen, die für Präsident pro tempore und den Sprecher des California State Assemblys reserviert sind, aber noch nie genutzt wurden.
Der Sitzungssaal der California State Assembly befindet sich am gegenüberliegenden Ende des Senats. Wie beim Senat, stammt die Nutzung der Farbe Grün vom britischen House of Commons, dem Unterhaus. Auf dem Giebel über dem Rednerpult steht ein lateinisches Zitat von Abraham Lincoln: legislatorum est justas leges condere („Es ist die Pflicht des Gesetzgebers, gerechte Gesetze zu verabschieden“). Fast jedes Dekorationselement ist identisch mit dem Senatssaal.

## Anschlag von 2001
Am 16. Januar 2001 fuhr Michael Bowers, ein vorbestrafter Kraftfahrer, mit seinem Sattelschlepper in die südliche Vorhalle des Capitol. Dabei explodierte der Tank, wodurch der Fahrer getötet wurde und am Gebäude ein Schaden in Höhe von 15 Mio. US-Dollar entstand.

## Galerie

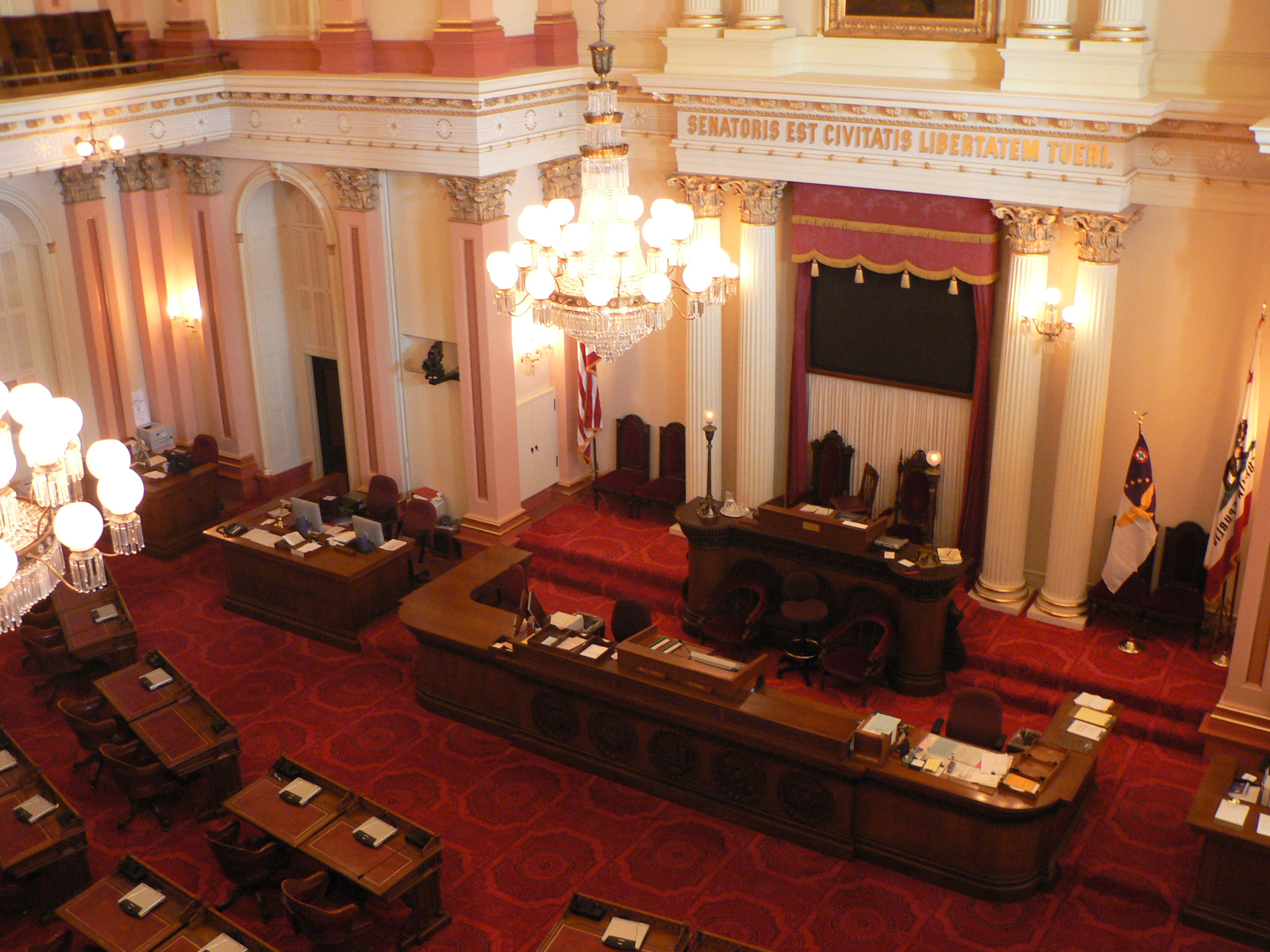
Sitzungssaal des Senats
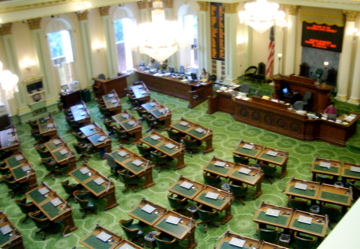
Sitzungssaal des Assembly
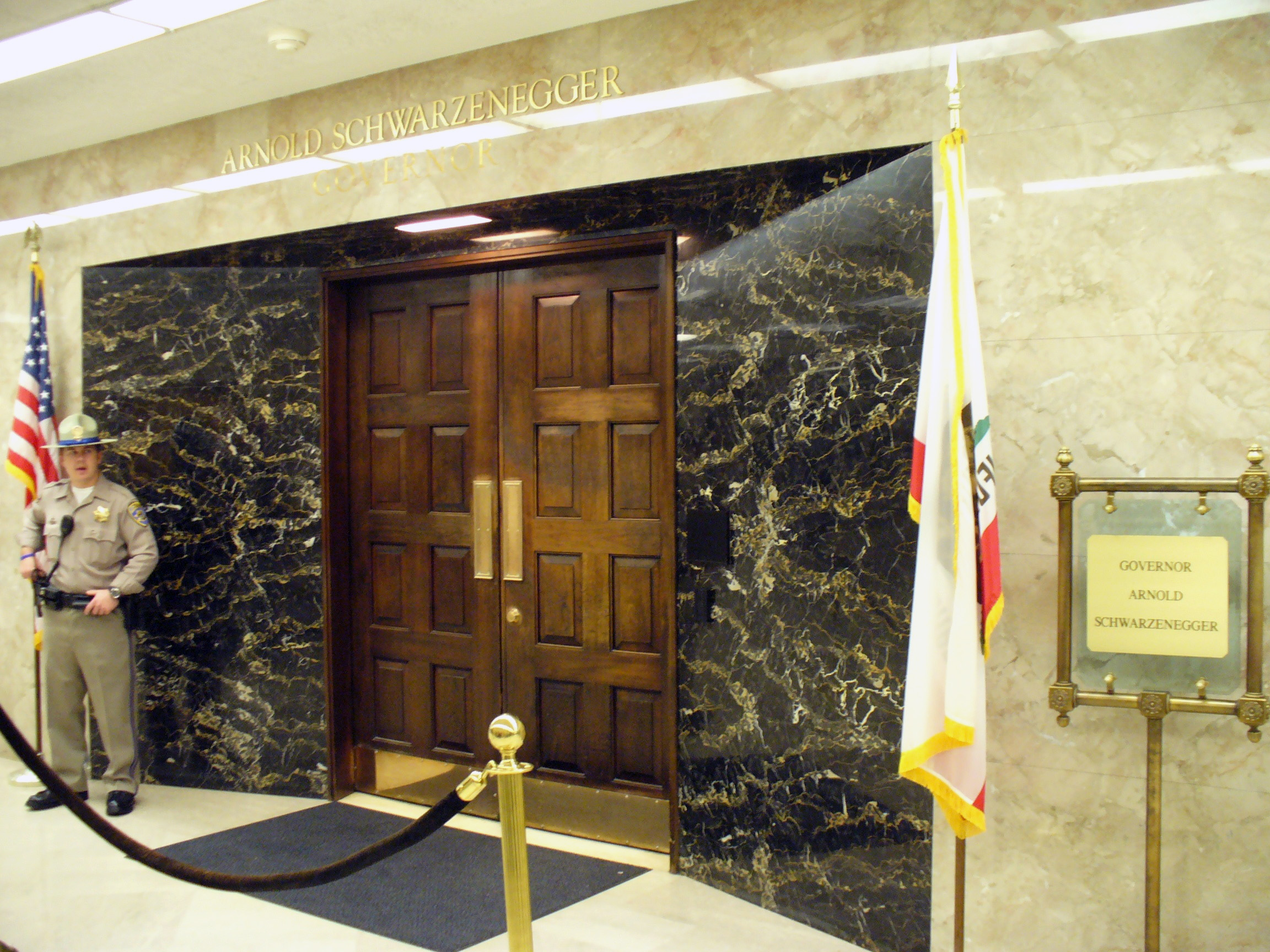
Das Büro des Gouverneurs von Kalifornien
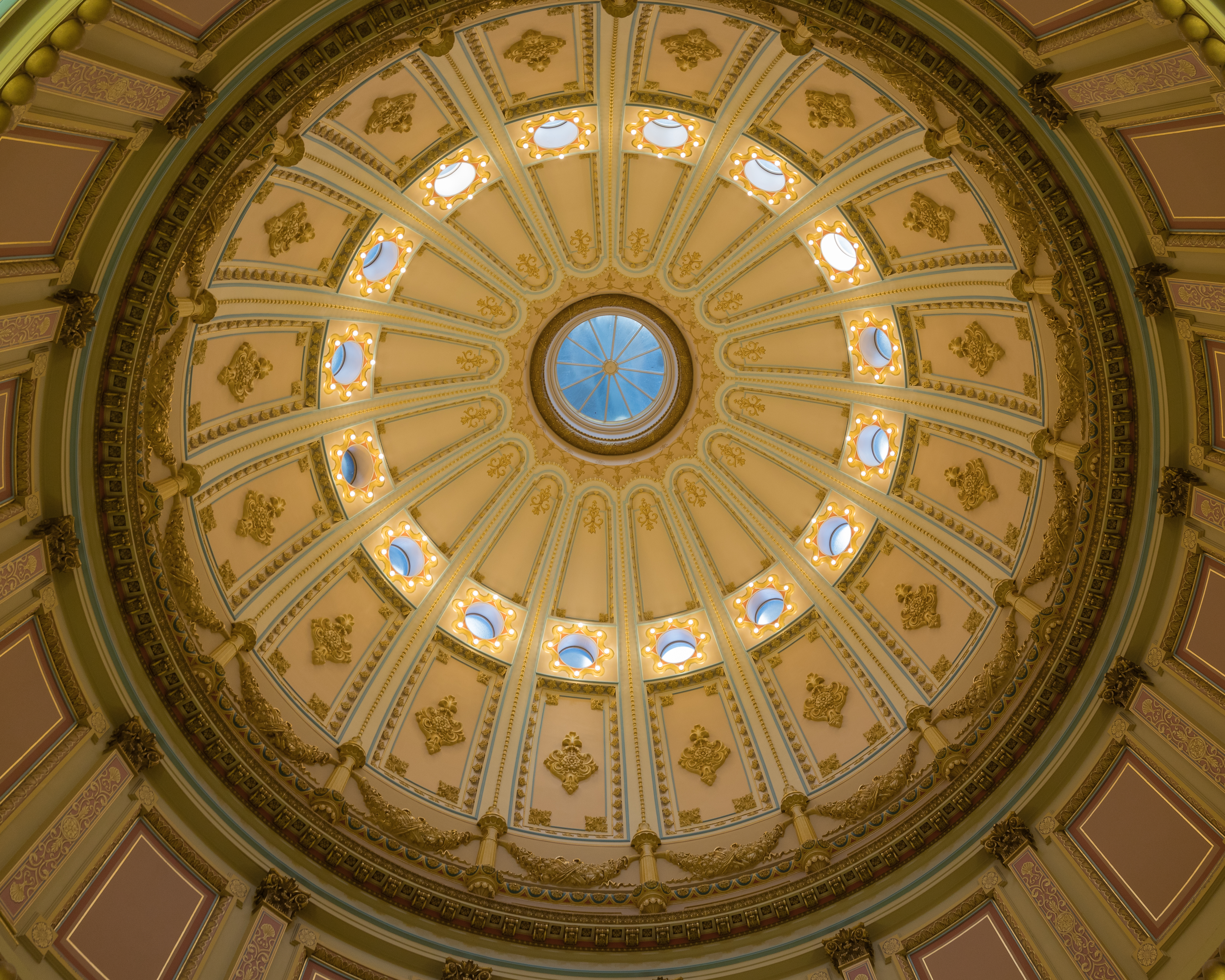
Blick nach oben in der Rotunde
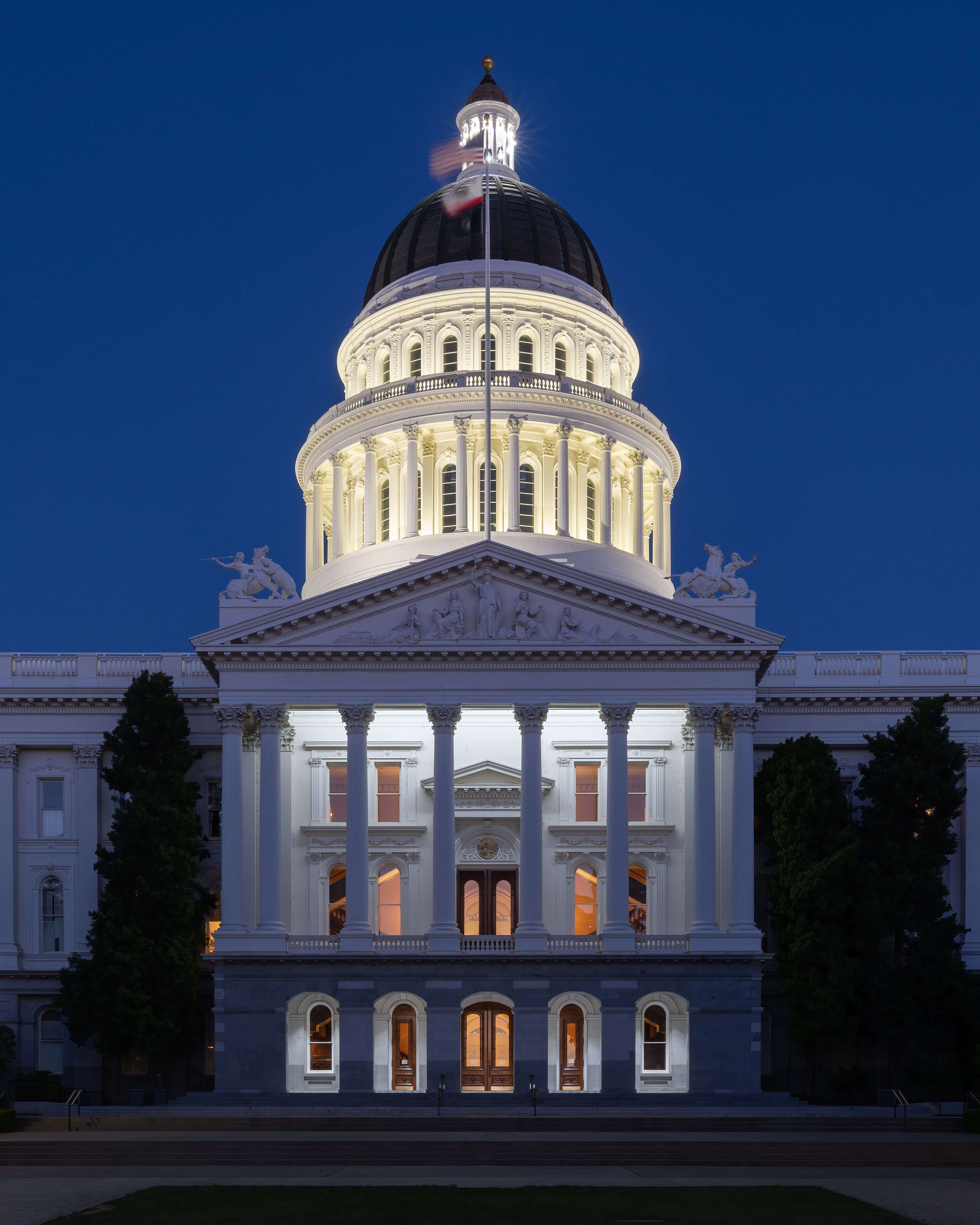
Ansicht bei Nacht
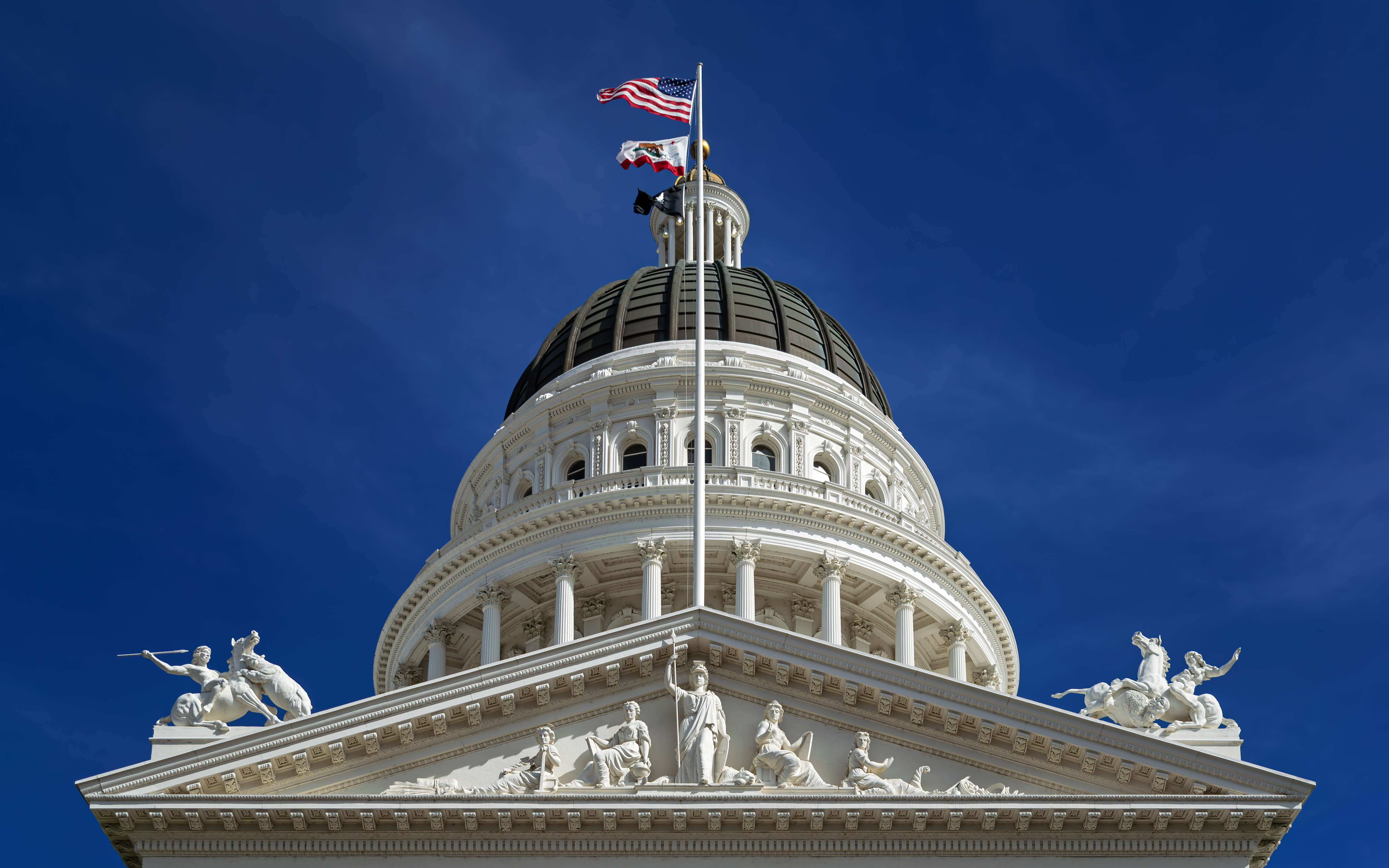
Frontispiz mit Rotunde